# Ruthmae Sears
Ruthmae Sears () é uma educadora matemática bahamense-estadunidense, com foco sobre desigualdades sistêmicas que impedem a compreensão da matemática pelos alunos. É professora associada de educação matemática secundária no College of Education da Universidade do Sul da Flórida.

## Formação e carreira
Sears é originária das Bahamas, e estudou matemática, estatística e matemática secundária na Universidade das Bahamas, onde obteve o grau de associado de artes e bacharel em educação. Obteve um mestrado em educação matemática pela Universidade de Indiana e um Ph.D. da Universidade do Missouri.
Lecionou matemática no ensino médio nas Bahamas e tornou-se professora assistente na Universidade do Sul da Flórida em 2012, tornando-se professora associada em 2018. É também membro do conselho de administração da Pace Bahamas, uma fundação educacional nas Bahamas.

## Reconhecimento
A Florida Association of Mathematics Teacher Educators nomeou Sears 2016 Mathematics Teacher Educator of the Year. Sears foi nomeada para a classe de 2021 de fellows da Associação Americana para o Avanço da Ciência, tornando-se o primeiro membro negro do corpo docente da Universidade do Sul da Flórida a receber esta honra.